# Rio Bonito (vattendrag i Brasilien, Rio de Janeiro, lat -22,42, long -42,22)
Rio Bonito är ett vattendrag i Brasilien.   Det ligger i delstaten Rio de Janeiro, i den sydöstra delen av landet, 900 km sydost om huvudstaden Brasília.
I omgivningen kring Rio Bonito växer i huvudsak städsegrön lövskog. Området är glesbefolkat, med 17 invånare per kvadratkilometer.